# ソンイ
“ソンイ” （そん い、1989年10月13日 - ）は、2000年代後半期から活動を続ける日本の女性ファッションモデル。169センチメートル（公称169センチメートル）、45キログラム、84-58-83。『Popteen〔ポップティーン〕』およびその姉妹誌『PopSister〔ポップシスター〕』の登場モデルとして主にギャル界隈で高い知名度を有してきた。“いーちゃん”、“チャンイー”、“チャン・イー・ドーン”、および“チャンドンゴン”などの愛称がある。

## 来歴
中華人民共和国の大連に出生、5歳になるまで大連に育ち、やがて日本の新潟県に移住、さらに中学生の時移住した先の埼玉県で育った。17歳でモデル業を本格始動。

### モデル
2007年の5月にポップティーン誌に初登場、翌2008年の5月に初表紙。当初は読者モデルであった
2010年4月にポップティーンの姉妹誌にあたるポップシスター誌が創刊すると、益若つばさ、星野加奈、菅野結以、小森純、樋口智子、および青木英李という6名のモデルらとともに専属モデルとしてこれに登場。同年にはさらにポップティーン関係の9名のモデルらすなわち舟山久美子、出岡美咲、寿るい、鈴木奈々、河西美希、青木英李、村田莉、椎名ひかり、および廣瀬麻伊とともに中国の地を踏み、上海万博に出席したうえで、ギャル文化の代表の一人として、ショーなどを通してのギャル文化の広報を行うなどの活動もあった。
ランウェイ方面でも活発に活動。数多くのファッションブランドや化粧品ブランドの広告塔に加え、プリントクラブなどといった、ファッションやコスメとは無関係の事物の広告塔を務めてもきた。2010年にはレイクの楽曲「All I Need Is...」のミュージックビデオに出演。
2011年9月にポップシスター誌が休刊。以後は様々な雑誌に姿を見せていたものの、2012年の4月からそのうちの一誌『BLENDA〔ブレンダ〕』のレギュラーモデルへ。同誌最年少のモデルとして5月号の誌面にさっそく登場している。
小物ケースや鞄、ブレスレットなどのアクセサリーのプロデュースに加えて、男性もののボクサーパンツのデザインもしており、モデル業だけではなく様々な場所で活動している。2012年には今井りか、木下ココ、紗羅マリー、福田明子、平山美春、梨衣名、マギー、中村瑠璃奈、および大桑マイミの9名とともにグンゼの下着ブランド「BODY WILD」の下着製品『モテパン』をデザイン。2012年4月から夕刊フジ上に「うるし・ソンイのwakuwaku競馬ゼミ」を連載。土曜発行・日曜付の紙面での連載で、同紙記者・漆山貴禎との共著コラムとなっている。

### テレビ
2010年4月からストリートダンスをテーマとしたテレビ東京の『DANCE@TV』に唯一の女性司会者として出演。
2011年になると『シブハラ・ガールズ』というMTVジャパンのリアリティ番組への出演を開始。この番組の描く対象には日々のモデル業の様子も含まれてきた。中でも仕事を通しての大韓民国への巡行は特集の題材となり、ストリートファッション雑誌『マップス』への登場や、『メンズヘルス』誌の「ホット・アイコン・オブ・ザ・マンス」という毎月恒例の特別企画への登場、そして新聞数紙への登場の様子などが放映されている。
このシブハラ・ガールズの絡みではさらに、2011年の6月に催された『MTV・ビデオ・ミュージック・エイド・ジャパン』という大規模な音楽イベントに進行役の一人として登場。シブハラ・ガールズの面子すなわち秋元梢、石川マリー、宮脇詩音を率いての西野カナの楽曲の紹介のほか、このイベントの目玉的出場者であったレディー・ガガとのひと時の交流の模様などがのちに報告された。
ほかにも、『マイフェアボーイ』（TBS）、『ヒットの秘密Biz』（TX）、『明日キレイになれるでショー』（ニコニコ生放送・レギュラーMC）、『ハケンOLは見た!』（TX）、『DRESS』（MBS)、『全種類。』（MBS）、『めざましTV』（CX）、『SHIBUYA FASHION TV』（MXTV）、および『渋谷LIVE!ザ・プライムショー』（WOWOW）などに出演してきた。

### 音楽
ポップティーン誌の読者モデルであった当時に歌手活動を行ったことがあった。2009年の初め頃にLADY BiRDと組んで“LADY BiRD feat. ソンイ （from Popteen）”名義でBMG JAPANからリリースした「Sweet Song」がそれに当たる。2009年2月25日の正式発売となった「Sweet Song」は、DWANGOチャートやクラブアトムチャートなど様々なシングルチャートに登場、さらにはオリコンのシングルチャートに全期を通して3度の登場を果たし、最終的には47位にまで上った。

## 私事
ギャルママ雑誌『I LOVE mama〔アイラブママ〕』への登場から知られる子持ちモデルの孫きょうは双子の姉にあたる。2013年にはブレンダ誌上に揃って登場、初の姉妹共演となった。
2015年10月にウェブ制作会社勤務の一般男性との婚約を発表した。
2016年6月、日本に帰化し、日本国籍を取得。同年7月17日に婚約者と結婚。本名が、水野 偉となる。
2019年3月14日に第1子男児、2023年4月6日に第2子女児を出産した。